# ジェームズ・スコット・スキナー
ジェームズ・スコット・スキナー (James Scott Skinner、1843年8月5日 – 1927年3月17日)は、スコットランドのダンス教師、ヴァイオリン奏者、フィドル奏者、そして作曲家である。

## 生涯
スキナーは6人兄弟の末っ子としてアバディーン近くのArbeadie村（後のバンカリー（en:Banchory）の一部）に生まれた。 彼の父ウィリアム・スキナー（William Skinner）はディーサイドの舞踏教師だった。彼の母メアリー・スキナー（Mary Skinner (旧姓：Agnew) ）は同じアバディーンシャーのストラスドン（en:Strathdon）の出身だった。父が亡くなった時、ジェームズはわずか16ヶ月だった。彼が7歳の時、兄アレクサンダー・フォーブス・スキナー（Alexander Forbes Skinner）がヴァイオリンとチェロをレッスンした。すぐに二人は地元のダンスで演奏するようになった。 1852年に母が再婚したことに伴い、彼はアバディーンに引っ越して同じアバディーンのプリンセス・ストリート（Princes Street）にあるコンネルズ・スクール（Connell's School）に通う姉のアニー（Annie）と同居した。
3年後 彼は 旅楽団‘’Dr Mark's Little Men’’に参加するためアバディーンを去り、マンチェスターにある本部で徹底した訓練を受け、イギリス国内をツアーで周って6年間を過ごした。この楽団は1858年2月10日にバッキンガム宮殿で、ヴィクトリア女王の前での御前演奏を拝命した。スキナーは後の彼の成功を、当時ハレ管弦楽団に在団していたフランス人のヴァイオリニスト シャルル・ルジェ（Charles Rougier）とマンチェスターで出会い、ベートーヴェンや他のクラシックの作品の演奏法の教えを受けたことだと考えていた。最後にウィリアム・スコット・スキナー（William Scott Skinner）から1年間ダンスの教育を受けて、アバディーン周辺で舞踏教師として生活収入を得られるようになった.
1862年に彼はアイルランドの剣舞コンクールで優勝した。次の年彼はインヴァネスで開かれたストラスペイとリールのコンクールで優勝した。ヴィクトリア女王 が彼の評判を耳にするまで、徐々に彼は依頼人の地域を広げた。彼女は彼にバルモラル城で王室に美容健康体操とダンスを教えることを要求した。1868年に彼はそこで125人の生徒を持った。同じ年に彼の最初の作曲による作品集が出版された。1870年に彼は結婚しすぐにエルギンに住んだ。12年間彼は舞踏教師とヴァイオリニストを続けた。彼は 養女のピアニストとしての参加を受けて芸術的な演奏会を開いた。1881年に彼の妻は重い病にかかり、1899年に亡くなった。次の10年間彼は1つの場所にほとんど留まろうとしなかった。1880年代 3つ以上の作品集を出版した。1893年に彼は有名なバグパイプ奏者でありダンサーであるウィリー・マクレナン（Willie MacLennan）と共にアメリカに渡った。
アメリカからスコットランドに戻ったスキナーは、ダンスを事実上引退してフィドルに専念した。1897年に彼は再婚し、代表作のいくつかを書いた。1899年に彼は最初のシリンダー録音（en:Phonograph cylinder）を行った。1903年、国民的英雄だったヘクター・マクドナルド少将（en:Hector McDonald）の自殺を受けて追悼として Hector the Heroを書いた。1904年に、彼にとって最大の作品集である’’The Harp & Claymore Collection’’をギャヴィン・グリーグ（en:Gavin Greig、作曲家グリーグの親戚）の編集で出版した。
1906年から1909年の間に彼はモニキー（en:Monikie）に定住したが、金に不自由していたため作品を出版する余裕がなかった。彼は書き写した手書きの譜面を友人に送り、機会を作るためにその曲を演奏した。それら高価な紙の断片, 封筒の裏側、チラシは 今では美術館に収められている. スキナーは自分自身を表現するのにしばしば"genius"(天才)という言葉を用いた。これは1909年に離婚して彼の妻が元住んでいたローデシアに去った事実を説明するかもしれない。彼はコンサートツアーに身を投じた。
1925年に彼はまだイギリスでの5本のツアーの請求の一番だった。1926年にスキナーはアメリカで開かれたリールとジグのコンクールに入賞した。彼はすぐにピアニストとの間に音楽的な違いを持ち、作品を完成させることなくステージを後にした。以来他の公演をすることがないまま、彼は1927年3月17日に亡くなった。
アバディーンにある彼の大理石の記念碑はサー=ハリー・ローダー（en:Harry Lauder）によって除幕された。

## 作品
彼の作った曲は600以上が出版された。最もよく知られている作品は"The Bonnie Lass of Bon Accord"である。

## 演奏
彼は80以上の録音を行った。
1910年にロンドンのコロンビアでの録音のいくつかはTempleレーベルからCDで入手できる。その中には彼自身の作品として知られるトラッドのチューンも含まれる。19世紀初期のフィドル演奏を覗くことのできるただ１つの窓であり、おそらく1850年代に戻ったかのようにも聴こえる。